# 皇家版權
皇家版权（英語：Crown copyright）是版權保護的一種種類。它存在於一些英联邦国家政府的作品，及为官方，即政府部门和（一般）国家实体訂下了特殊的版权规则。每个单一的英联邦领域都有自己独特的皇家版權规定。因此，没有适用于所有或部分国家的通用法规。加拿大、英国、澳大利亚和新西兰正在考虑通过新许可重新使用受官方版权保护的材料。

## 国家版权

### 澳大利亚
根据1968年版权法第VII部分，澳大利亚政府拥有由政府或在政府指导或控制下制作的任何作品、电影或录音的版权，以及由政府指导或控制或在政府指导或控制下首次出版的任何作品的版权。澳大利亚皇家版权的期限为创作后50年。未发表的作品受到皇冠版权的永久保护。  
该法案第182A条规定，对于某些规定作品，制作该作品的全部或部分副本不会侵犯版权，只要其出售价格不高于实际成本复制。规定的工作通常包括立法和法院判决。
2004年进行了广泛的审查，调查结果于2005年在版权法审查委员会的报告中公布。 主要建议是结束官方与其他版权所有者之间的区别。委员会特别强调，只要官方是此类材料的第一家出版商，它就应该失去获得材料版权的独特地位。例如，以前未发表的短篇小说在政府作品中发表后，将不再属于作者，而是成为皇家版权，作者未来将无法获得任何版税或权利。澳大利亚版权法审查委员会发布的2005年报告支持废除皇家版权条款，该条款将“尊重有关雇主对雇员创作的作品的所有权以及委托作品版权分配的合同安排”。 到2009年，有人建议更改皇家版权，允许皇家版权作品获得许可并开放获取。  

2009年，维多利亚州政府使用皇冠版权拒绝公众访问有关黑色星期六丛林大火的数据。 

### 加拿大
通常，加拿大的版权在作者/创作者有生之年、他去世的日历年的剩余时间以及该日历年结束后的五十年内存在。 然而，对于皇冠版权，则略有不同。  加拿大皇室版权基于皇室特权的概念，“不受通常的法定版权条款约束”。 这一特权在《版权法》开头提到，该节规定本节是“在不损害官方的任何权利或特权的情况下”。 皇冠版权涵盖所有“由国王陛下或任何政府部门准备或出版或在其指导或控制下”的作品。 通过这种方式，“政府部门制作的作品，无论是已出版还是未出版，都可能受到永久保护，也可能是官方的心血来潮”。 随后，在某些情况下，皇家版权可以“说是永久的......并且不会因不使用或不主张而失效”， 并且“通过特权对某些作品的权利相当于永久版权保护期限”。 一个例子是“加拿大國徽设计于1921年并于1957年修订……和1994年修订……受商标法和版权法保护”， 维护皇家版权在正常的50年之后很久。皇冠版权的存在有多种原因，例如确保准确性和完整性，控制用于识别皇冠及其代理人的符号，以及作为公众受托人监督和控制政府作品的出版。 
在加拿大，皇家版权也适用于初级法，但在某些情况下允许复制。法令的复制、立法的合并、判决的司法理由和行政法庭的决定都包含在联邦法律命令的复制中。 主要法律的复制也是允许的，只要它被表示为复制并且是准确的。还可以在线访问判例法和法规的版本。加拿大实施了各种GIS数据开放数据门户以及地理信息许可。 在加拿大，开放数据项目也可以提供一些内容。除了专业的GIS许可外，还必须与皇家版权和许可部门进行许可谈判和协议。任何需要皇冠版权材料的人都必须提交许可请求。那些寻求印刷作品的人可以在publications.gc.ca上提交请求。 

#### 例外
虽然原始数据不受版权保护，但任何基于原始数据的作品（例如，在地理信息系统中）的创作都受到保护。 

#### 电子申请和审查
2017年向下议院提交了一份电子请愿书，该请愿书声称需要更新加拿大皇家版权协议，以允许加拿大人获得和分发权利。电子请愿书认为，“获取政府信息以及分发和鼓励其再利用的能力”对社会至关重要。 请愿书还指出，皇家版权问题已阻止图书馆参与政府信息的访问和保存。 在2017年的请愿书之后，下议院正式回应并强调了对版权法的审查，该法于2018年6月开始并将于2018年9月恢复。 

### 新西兰
新西兰的皇家版权由《1994年版权法》第 2(1)、26 和 27 条定义。根据服务合同、学徒制或服务合同，官方是任何由官方雇用或聘用的人员创作的任何作品的版权的第一所有者。它涵盖了新西兰君主、王室部长、议会办公室和政府部门的作品。期限为100年。只要没有签订其他版权协议，皇冠版权就会适用。 2001年，基本法和其他官方作品从皇冠版权保护中删除。与澳大利亚一样，新西兰正在考虑对受皇家版权保护的作品实施开放许可。 

#### 例外
对于皇家实体和国有企业，适用常规版权条款而不是100年期限（即在许多情况下为50年期限）。
100年的期限也适用于第 26(3)(b) 条，但有一个例外，即已出版材料的排版安排的期限为25年。然而，这些在1945年之前制作的作品只有50年的期限，因此在1995年成为公有领域。 
在普通法中，直到最近，根据《版权法》，皇室通过某些书籍或出版物（例如议会法案、公告和议会命令）的一种特权版权获得所有权。 然而，官方有意剥夺了其在法律上的版权——主要是考虑到法律应该可以自由获取的观点。 
第 27(1) 节定义了皇家版权和版权的进一步例外：法案、议会法案、法规、章程、议事录、提交的特别委员会报告、法院判决、法庭判决、皇家委员会报告、调查委员会报告、部长调查报告和法定查询报告不带有任何版权，无论年龄大小。第 27(1) 条于2001年4月1日生效。在新西兰，1994年《版权法》第 27 条，法规中没有版权。第 27(1) 条的例外适用于原始作品，不适用于他人的新印刷版本，也不适用于合法出版商等组织所做的注释。

### 歐洲聯盟
欧盟国家“免除主要来源法的版权保护，欧盟没有关于版权存在或政府文件版权所有权的统一法律，也没有强制要求法律属于公共领域”。 欧盟还允许欧洲议会在网上免费和公开访问官方政府文件。 

### 英国
皇家版权适用于“ 作品是由国王陛下或皇家官员或仆人在其职责过程中制作的”。皇冠也可以拥有版权。此外，还有一小部分材料，由于根据皇家特权颁发的专利证书，皇家声称有权控制正常版权法之外的复制。该材料包括国王詹姆士圣经和公祷书。
在17世纪之前，行政部门——在王室特权下代表君主行事——控制所有印刷和向印刷商发放许可证。在17世纪，除了《国王詹姆斯圣经》、《公祷书》、 《议会法案》和类似的内容之外，王室失去了大部分权利。直到1911年，除那些文本外，王室还没有特殊地位。
1911年版权法从英国法律中删除了普通法版权保护的概念，并首次对政府作品提供了具体保护。皇家版权扩展到由乔治五世国王或任何政府部门或在其指导或控制下编写或出版的任何作品。 1956年版权法进一步扩大了皇室版权保护，包括由国王陛下或政府部门制作或在其指导或控制下制作的所有原创文学、戏剧、音乐或艺术作品；由国王陛下或政府部门或在其指导或控制下制作的录音或电影胶片，以及首次在英国出版的作品，前提是首先由国王陛下或政府部门或在其指导或控制下出版。
当《1988年版权、设计和专利法》（1988年法）生效时，皇家版权的定义范围大大缩小。皇家版权被定义为“作品是由国王陛下或皇家官员或仆人在其职责过程中制作的”时存在。皇家版权也被定义为“存在于每一项议会法案、苏格兰议会法案、北爱尔兰议会法案或英国教会总主教会议的措施中”。皇冠版权中的所有现有作品均照此继续。
但是，在某些条件下，某些文件具有政府放弃的皇家版权。这是在2000年的一份白皮书中引入的，目的是改善对政府出版物的访问。这列出了“不需要正式和特定许可”的十类文件。 
- 主要和次要立法
- 立法解释性说明
- 政府新闻公告
- 政府表格
- 政府咨询文件
- 官方部门网站上的政府文件
- 标题统计
- 已发表的科学、技术或医学性质的论文
- 部长级讲话和文章的文本
- 未公开的公共记录

皇冠版权的期限取决于材料是已出版还是未出版。未发表的材料最初永久受版权保护。然而，1988年法案从英国法律中删除了这一概念。在1988年法案生效后50年内适用的过渡条款规定，在2040年1月1日之前，任何未发表的材料都不会失去版权保护。未发表的新皇冠版权材料自创作之日起享有125年的版权保护。已出版的皇家版权材料自出版之日起享有50年的保护。那些受字母專利保护的作品尽管已出版，但仍对对其主张的复制拥有永久控制权。如果作品的版权由作者转让给官方，则该作品的版权受该特定类型作品的正常保护期限的约束，例如，作者的有生之年加上文学作品的70年。
相关权利人或授权信息提供者可以在开放政府许可下发布仍处于版权中的皇冠版权作品。  
英国政府历来对访问某些皇家版权作品收取费用以抵消成本。 
在英国，允许使用一定数量的受版权保护的作品（豁免），无需事先获得许可。对于仍需要许可证的材料，有一个在线申请流程。与加拿大一样，使用的材料必须准确表示。

#### 议会版权
议会法案和英格兰教会立法机构的作品是皇家版权。皇家版权以前也涵盖议会材料，但是自1988年以来为下议院和上议院创建的材料在法律上具有独特的地位，即受议会版权保护。